# جون مكتافيش
جون مكتافيش (بالإنجليزية: John McTavish)‏ هو لاعب كرة قدم بريطاني في مركز قلب الدفاع، ولد في 2 فبراير 1932 في غلاسكو في المملكة المتحدة. لعب مع مانشستر سيتي ونادي سانت ميرين.